# Рало

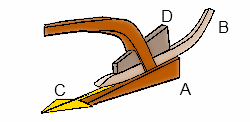
Будова рала з полозом: A — гряділь і полоз, B — руків'я, C — нарольник, D — дерев'яний клин

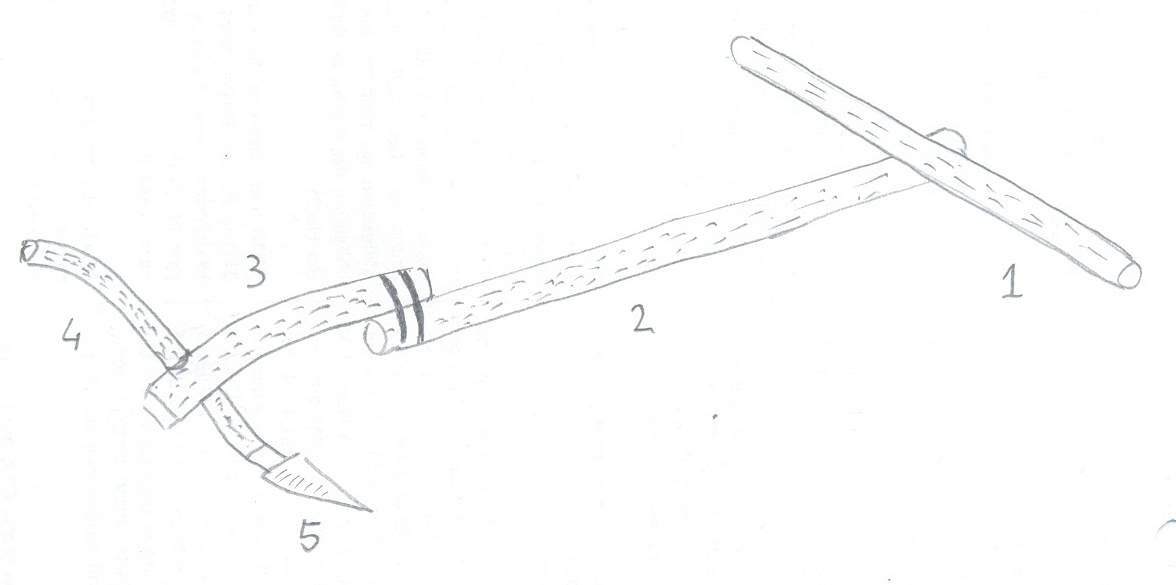
Схема найпростішого одноручного рала: 1) ярмо, 2) війце, дишло, 3) гряділь, 4) кописть, 5) леміш

Ра́ло, ора́ло (від прасл. *ordlo, пов'язаного з *orati — «орати») — примітивне знаряддя для оранки землі, найпростіший плуг. За походженням являє собою вдосконалення мотики.
Свідчення існування рала датуються VI тисячоліттям до нашої ери. Металеві лемеші з'являються близько 2300 р. до н. е. в Ассирії і Єгипті 3-ї династії. У Європі найраніше дерев'яне рало датується 2300—2000 рр. до н. е., але найраніші графіті з його зображенням належать до періоду 3500—3000 рр. до н. е.

## Види

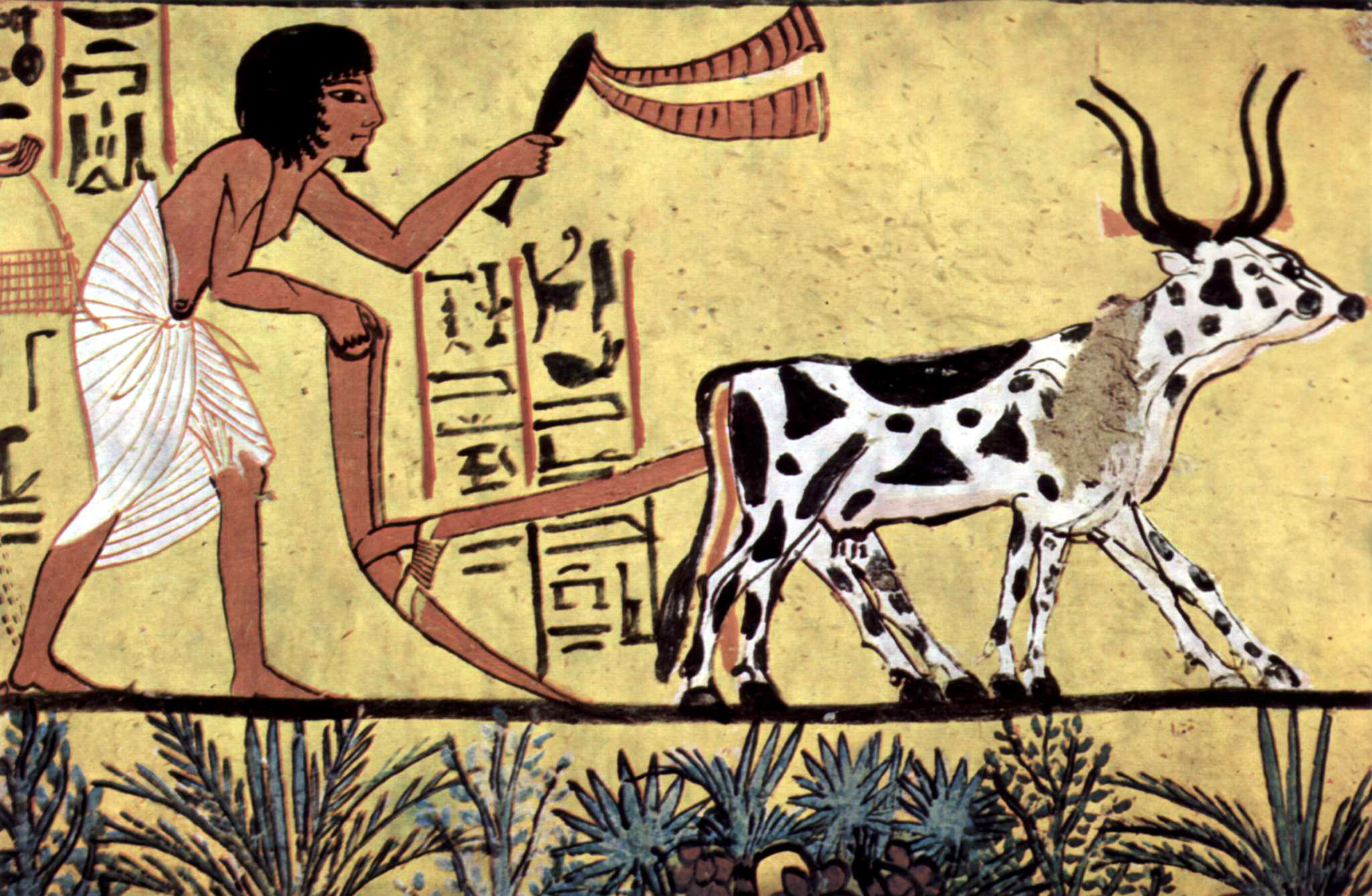
Давній єгиптянин із ралом, малюнок із поховальної камери Сеннеджем

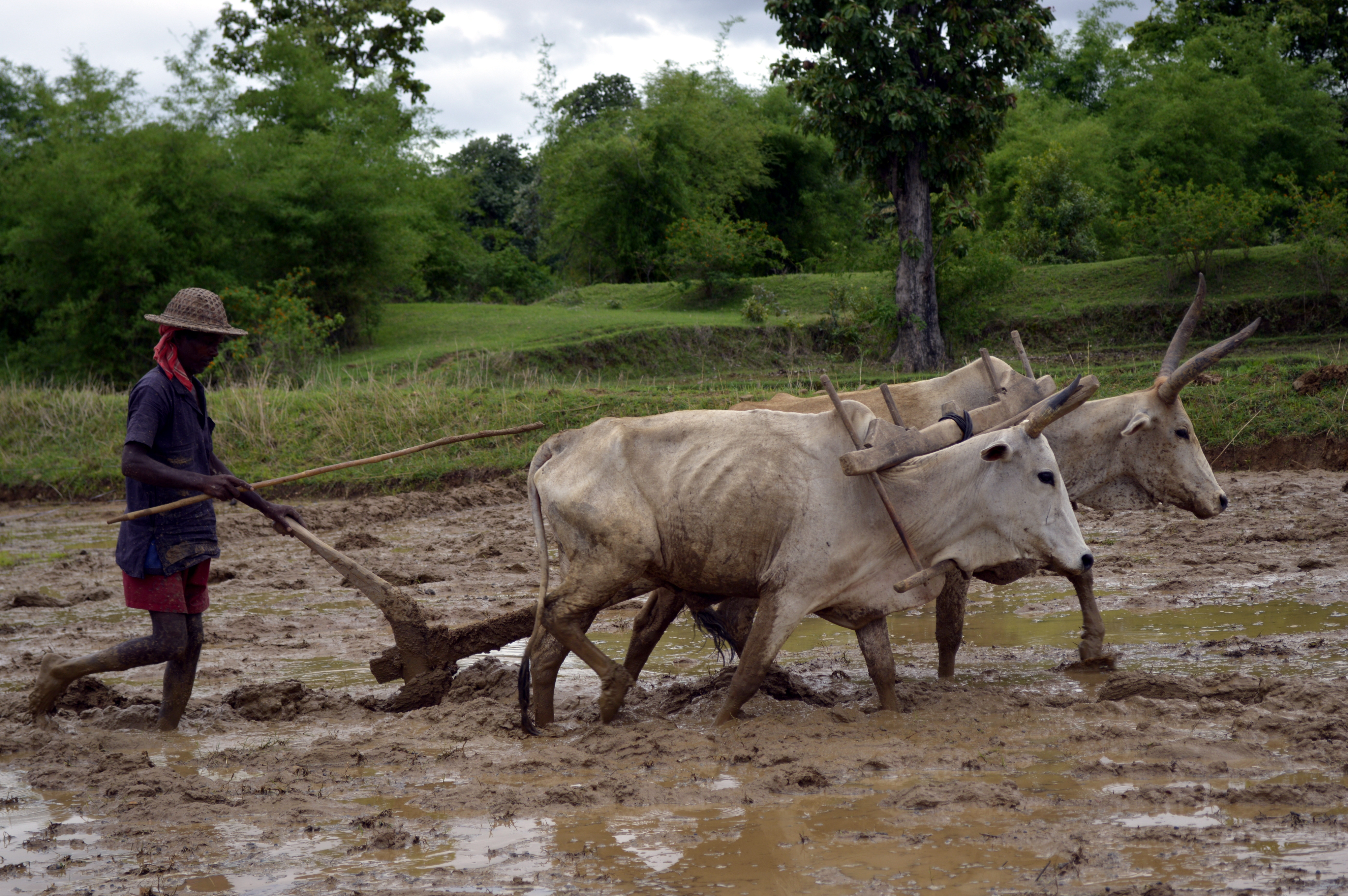
Оранка ралом на волах. Мадх'я-Прадеш, Індія

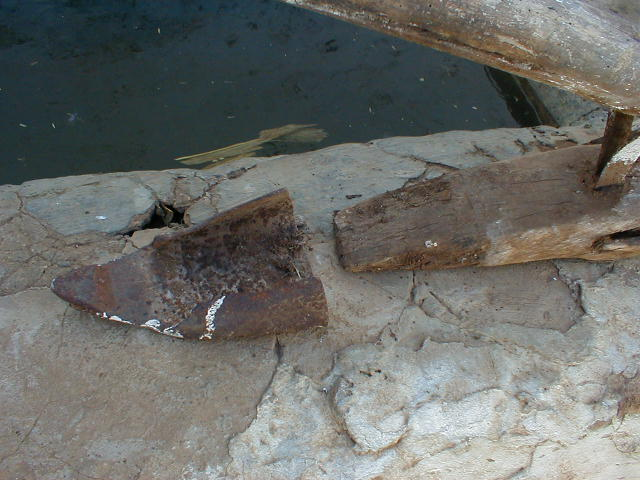
Нарольник-«башмак»

Розрізняють кілька видів рала. Залежно від використання виділяють рала для звичайної оранки і рала із загнутим лемешем для оранки цілини і пару.
Залежно від конструкції можна виділити два основні типи рала: з копистю і з полозом.
Рала з копистю
- Найпростіше рало — складається з дугоподібно вигнутого гряділя і вставленого на його задньому кінці кілка, загостреного у формі наконечника списа (кописть + руків'я). Пізніше простий кілок був замінений окремими копистю і руків'ям[4][5].
- Корпусне рало — складається з гряділя, вставленого в товстішу кописть (корпус), що нахилена назад і звужується знизу догори, утворюючи руків'я. Вживалося в Середземномор'ї, Іспанії, Тунісі, Греції, Туреччині, Сирії, Лівані, Ефіопії, Ірані, Східній Індії та Суматрі. Варіант із ширшою копистю (Португалія, Західна Іспанія, Балкани, Індія, Шрі-Ланка, Малайзія, Таїланд, Японія, більша частина Латинської Америки) був міцнішим і важчим, уможливлював глибоку оранку (на ґрунтах з достатнім зволоженням). Таке рало зазвичай споряджалося гніздовим лемешем, що міг бути розширеним у боки чи мати зазубрені крила (Балкани, Марокко, Португалія, Іспанія) для кращого перемішування ґрунту і зрізання бур'янів. Коротша частина корпусу була повернута донизу і ковзала по борозні, потім поступово розвинулася в горизонтальний полоз.
- Гакувате рало мало поширення в Північній Європі. Складалося з гакоподібно вигнутого гряділя, нижній кінець якого слугував лемешем, і з закріпленим на ним руків'ям[6].

Рало з полозом
Рало з полозом складається з плоского полоза, у який вставлені гряділь і руків'я-чепіга. У передній частині полоза кріпиться леміш. Вживання такого типу рала в Стародавній Греції засвідчене Гесіодом.
- Трикутне рало має горизонтальний корпус-полоз, у якому закріплені гряділь і руків'я. Вони взаємно перехрещуються, утворюючи трикутник в основі.
- Чотирикутне рало має горизонтальний корпус-полоз, з'єднаний з прямим, майже паралельним йому гряділем руків'ям і стовбою.

## Українське рало
У Словарі української мови Б. Д. Грінченка рало описується як знаряддя для розбивання грудок зораної плугом землі. Воно складалось з таких елементів: жертки чи гридки — довгої жердини (гряділя, дишла, війя), на одному кінці якої кріпилося ярмо, на другому укріплялася кописть — великі зубці, загострені кілки; жертка і кописть з'єднувалися сто́вбами — дощечками, що проходили в отвори обох деталей; окрім того, між копистю та жерткою вставлялася жабка — розпірка з твердого дерева; на кінці жертки була ручка для управління; на кінці зубців кописті могли надівати наральники, нарольники — металеві лемеші.

## У культурі
- Існує зворот «перекувати мечі на рала» — роззброїтися, відмовитися від войовничих намірів. Він походить від цитати з Ветхого Заповіту (Ісайя, 2:4): «І судитиме [слово боже] народи, й каратиме багато племен; і перекують мечі свої на рала і списи свої на серпи; не здійме меча народ на народ і не будуть більше воювати»[10].

## Галерея

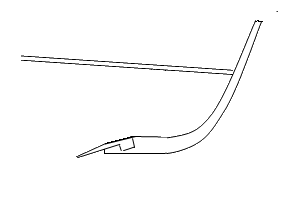
Найпростіше рало
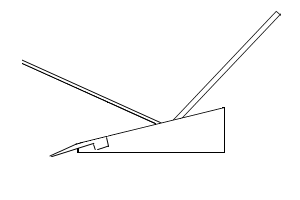
Рало з полозом і прямим гряділем
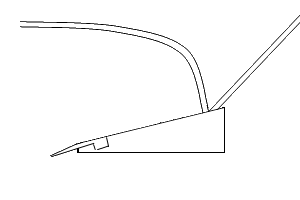
Рало з полозом і гакоподібно вигнутим гряділем
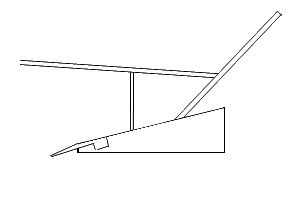
Чотирикутне рало
Види рала: 1 — найпростіше 2 — корпусне 3 — з полозом[11]
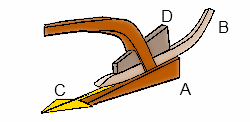
Будова рала з полозом: A — гряділь і полоз, B — руків'я, C — нарольник, D — дерев'яний клин
Чотирикутне рало на гербі гміни Радлув
Герб Злінського краю